# Force India VJM11
El Force India VJM11 fue un monoplaza de Fórmula 1 diseñado por Force India para competir en la temporada 2018. La unidad de potencia, el sistema de transmisión de ocho velocidades y el sistema de recuperación de energía son los que usa Mercedes. Fue pilotado por Sergio Pérez y Esteban Ocon.
Durante el GP de Azerbaiyán Ocón inicia en el séptimo puesto y Pérez en el octavo. Ocón tiene un encontronazo con Kimi Räikkönen y queda fuera de la prueba, mientras que también el mexicano se vio perjudicado por un contacto en la primera vuelta, luego de que Sergey Sirotkin, se impactara con él, que lo mandó hasta el puesto 16 después de pasar por los fosos a reparar su VJM11. Tras una serie de accidentes y varios safety cars y a tres vueltas para el término de la carrera, Checo supera al final de la recta principal a Sebastian Vettel, lo contiene y Pérez logra el tercer puesto y un valioso podio para el equipo indio.

## Resultados

### Fórmula 1
(Clave) (negrita indica pole position) (cursiva indica vuelta rápida)

| AUS  | BHR                              | CHN                                    | AZE | ESP | MON          | CAN | FRA | AUT | GBR | GER | HUN | BEL | ITA | SIN | RUS | JPN | USA | MEX | BRA | ABU |    |   |     |     |    |     |         |     |
| 2018 | Sahara Force India F1 Team       | Mercedes-AMG F1 M09 EQ Power+ V6 Turbo | P   |     |              |     |     |     |     |     |     |     |     |     |     |     |     |     |     |     |    |   |     |     |    |     |         |     |
| 2018 | Sahara Force India F1 Team       | Mercedes-AMG F1 M09 EQ Power+ V6 Turbo | P   | 31  | Esteban Ocon | 12  | 10  | 11  | Ret | Ret | 6   | 9   | Ret | 6   | 7   | 8   | 13  |     |     |     |    |   |     |     |    |     | 0† (59) | EX† |
| 2018 | Sahara Force India F1 Team       | Mercedes-AMG F1 M09 EQ Power+ V6 Turbo | P   | 11  | Sergio Pérez | 11  | 16  | 12  | 3   | 9   | 12  | 14  | Ret | 7   | 10  | 7   | 14  |     |     |     |    |   |     |     |    |     | 0† (59) | EX† |
| 2018 | Racing Point Force India F1 Team | Mercedes-AMG F1 M09 EQ Power+ V6 Turbo | P   | 31  | Esteban Ocon |     |     |     |     |     |     |     |     |     |     |     |     | 6   | 6   | Ret | 9  | 9 | DSQ | 11  | 14 | Ret | 52      | 7º  |
| 2018 | Racing Point Force India F1 Team | Mercedes-AMG F1 M09 EQ Power+ V6 Turbo | P   | 11  | Sergio Pérez |     |     |     |     |     |     |     |     |     |     |     |     | 5   | 7   | 16  | 10 | 7 | 8   | Ret | 10 | 8   | 52      | 7º  |

- † El consorcio Racing Point decidió adquirir Sahara Force India el 7 de agosto. Al tener problemas con las licencias, antes del GP de Bélgica, la FIA decidió excluir del campeonato a Sahara Force India para aceptar como nuevo equipo a Racing Point Force India, que partiría sin ninguna de las unidades anteriormente conseguidas por el equipo indio.[4]